# Lioplacis caratubae
Lioplacis caratubae es una especie de insecto coleóptero de la familia Chrysomelidae.
Fue descrita científicamente en 1977 por Buzzi.